# Lijst van koningen van Thailand
Dit is een lijst van koningen van Siam en Thailand.

## Koningen van Siam en Thailand (1249-heden)

### Sukhothai-periode (1249-1438)
| Monarch | Monarch                            | Regeringsperiode |
| ------- | ---------------------------------- | ---------------- |
|         | Sri Inthrathit (1188-1270)         | 1238-1270        |
|         | Banmuang (?-1271)                  | 1270-1271        |
|         | Ramkhamhaeng De Grote (±1239-1298) | 1279-1298        |
|         | Loethai (?-1323)                   | 1298-1323        |
|         | Nguanamthom (?-1347)               | 1323-1347        |
|         | Lithai of Thammarach I (?-1368)    | 1347-1368        |
|         | Thammaracha II (?-1399)            | 1368-1399        |
|         | Thammaracha III (?-1419)           | 1400-1419        |
|         | Thammaracha IV (?-1438)            | 1419-1438        |

### Ayutthaya-periode (1350-1767)

#### Uthong-dynastie (eerste periode) (1350-1370)
| Monarch | Monarch                   | Regeringsperiode       |
| ------- | ------------------------- | ---------------------- |
|         | Ramathibodi I (1314-1369) | 1350-1369              |
|         | Ramesuan (1339-1395)      | 1369-1370 (afgetreden) |

#### Suphannabum-dynastie (eerste periode) (1370-1388)
| Monarch                 | Regeringsperiode |
| ----------------------- | ---------------- |
| Borommaracha I (?-1388) | 1370-1388        |
| Thonglan (?-1388)       | 1388 (7 dagen)   |

#### Uthong-dynastie (tweede periode) (1388-1409)
| Monarch                        | Regeringsperiode |
| ------------------------------ | ---------------- |
| Ramesuan (1339-1395) (2e keer) | 1388-1395        |
| Ramaracha (1356-1409)          | 1395-1409        |

#### Suphannabum-dynastie (tweede periode) (1409-1569)
| Monarch                                           | Regeringsperiode |
| ------------------------------------------------- | ---------------- |
| Intharacha (1359-1424)                            | 1409-1424        |
| Borommaracha II (?-1448)                          | 1424-1448        |
| Borommatrailokkanat (1431-1488)                   | 1448-1488        |
| Borommaracha III (?-1491)                         | 1488-1491        |
| Ramathibodi II (1473-1529)                        | 1491-1529        |
| Borommaracha IV (?-1533)                          | 1529-1533        |
| Ratchadathiratkuman (1529-1533)                   | 1533             |
| Chairacha (?-1546)                                | 1533-1546        |
| Kaeofa (1535-1548)                                | 1546-1548        |
| Mahachakkaphat (1509-1568) en koningin Suriyothai | 1548-1564        |
| Mahinthrathirat (1539-1569)                       | 1564-1569        |

#### Sukhothai-dynastie (1569-1629)
| Monarch | Monarch                                  | Regeringsperiode |
| ------- | ---------------------------------------- | ---------------- |
|         | Mahathammaracha (1517-1590) Sanphet I    | 1569-1590        |
|         | Naresuan De Grote (1555-1605) Sanphet II | 1590-1605        |
|         | Ekathotsarot (1557-1620) Sanphet III     | 1605-1620        |
|         | Sisaowaphak (?-1620) Sanphet IV          | 1620             |
|         | Songtham (1590-1628)                     | 1620-1628        |
|         | Chetthathirat (±1613-1629)               | 1628-1629        |
|         | Athittayawong (1618-1629)                | 1629             |

#### Prasat Thong-dynastie (1629-1688)
| Monarch | Monarch                              | Regeringsperiode |
| ------- | ------------------------------------ | ---------------- |
|         | Prasat Thong (1599-1656) Sanphet V   | 1629-1656        |
|         | Chaofa Chai (?-1656) Sanphet VI      | 1656             |
|         | Sisuthammaracha (?-1656) Sanphet VII | 1656             |
|         | Narai (1629-1688) De Grote           | 1656-1688        |

#### Ban Phlu Luang-dynastie (1688-1767)
| Monarch | Monarch                               | Regeringsperiode |
| ------- | ------------------------------------- | ---------------- |
|         | Phetracha (1632-1703)                 | 1688-1703        |
|         | Sanphet VIII (?-1709)                 | 1703-1709        |
|         | Phumintharacha (1679-1733) Sanphet IX | 1709-1733        |
|         | Borommakot (1680-1758)                | 1733-1758        |
|         | Uthumphon (?-1796)                    | 1758             |
|         | Ekkathat (?-1767)                     | 1758-1767        |

### Thonburi-periode (1767-1782)
| Monarch | Monarch                     | Regeringsperiode |
| ------- | --------------------------- | ---------------- |
|         | Taksin De Grote (1734-1782) | 1767-1782        |

### Rattanakosin-periode (1782-heden)

#### Chakri-dynastie(1782-heden)
| Monarch | Monarch                                                         | Regeringsperiode |
| ------- | --------------------------------------------------------------- | ---------------- |
|         | Phraphutthayotfa Chulalok De Grote (1737-1809) Rama I           | 1782-1809        |
|         | Phraphutthaloetla Naphalai (1768-1824) Rama II                  | 1809-1824        |
|         | Phranangklao (1788-1851) Rama III                               | 1824-1851        |
|         | Phrachomklao (1804-1868) Mongkut of Rama IV                     | 1851-1868        |
|         | Phrachunlachomklao De Grote (1853-1910) Chulalongkorn of Rama V | 1868-1910        |
|         | Phramongkutklao (1880-1925) Vajiravudh of Rama VI               | 1910-1925        |
|         | Phrapokklao (1893-1941) Prajadhipok of Rama VII                 | 1925-1935        |
|         | Ananda Mahidol (1925-1946) Rama VIII                            | 1935-1946        |
|         | Bhumibol Adulyadej De Grote (1927-2016) Rama IX                 | 1946-2016        |
|         | Maha Vajiralongkorn Bodindradebayavarangkun (1952) Rama X       | 2016-heden       |